# Gran Premio motociclistico di Germania 1961
Il Gran Premio motociclistico di Germania fu il secondo appuntamento del motomondiale 1961.
Si svolse il 14 maggio 1961 sul circuito di Hockenheim, alla presenza di oltre 120.000 spettatori. Erano in programma tutte le classi, oltre a una gara del Campionato Europeo della 50, vinta dallo jugoslavo Miro Zelnik su Tomos.
Prima gara in programma quella della 125, dominata dalle MZ due tempi: solo quinta la prima Honda, quella di Luigi Taveri.
La 250 vide la prima vittoria di un centauro giapponese, Kunimitsu Takahashi. Ritirato Gary Hocking, vincitore del precedente GP, per noie meccaniche.
Hocking si ritirò anche in 350, lasciando campo libero a František Šťastný (al suo primo "centro" iridato).
Il rhodesiano della MV Agusta si rifece in 500, doppiando tutti i rivali.
Nei sidecar Max Deubel approfittò delle forzate assenze di Helmut Fath e Florian Camathias per aggiudicarsi la sua prima vittoria nel Mondiale.

## Classe 500

### Arrivati al traguardo
| Pos. | Pilota             | Moto      | Tempo        | Punti |
| ---- | ------------------ | --------- | ------------ | ----- |
| 1    | Gary Hocking       | MV Agusta | 1h 07' 03" 1 | 8     |
| 2    | Frank Perris       | Norton    | +1 giro      | 6     |
| 3    | Hans-Günther Jäger | BMW       | +1 giro      | 4     |
| 4    | Mike Hailwood      | Norton    | +1 giro      | 3     |
| 5    | Ernst Hiller       | Matchless | +1 giro      | 2     |
| 6    | Lothar John        | BMW       | +1 giro      | 1     |
| 7    | Vernon Cottle      | Norton    | +2 giri      |       |
| 8    | Roland Föll        | Matchless | +3 giri      |       |
| 9    | Klaus Hamelmann    | Norton    | +3 giri      |       |
| 10   | Heinz Kauert       | Matchless | +3 giri      |       |
| 11   | Peter Horton       | Norton    | +3 giri      |       |
| 12   | Jacques Insermini  | Norton    |              |       |

### Ritirati
| Pilota           | Moto   | Motivo ritiro |
| ---------------- | ------ | ------------- |
| Hans Pesl        | Norton |               |
| Rudolf Gläser    | Norton |               |
| Ralph Rensen     | Norton |               |
| Karl Recktenwald | Norton |               |
| Paddy Driver     | Norton |               |
| Alois Huber      | BMW    |               |
| Geoff Tanner     | Norton |               |
| Karl Hoppe       | Norton |               |

## Classe 350
33 piloti alla partenza, 22 al traguardo.

### Arrivati al traguardo
| Pos. | Pilota            | Moto   | Tempo     | Punti |
| ---- | ----------------- | ------ | --------- | ----- |
| 1    | František Šťastný | Jawa   | 51' 14" 4 | 8     |
| 2    | Gustav Havel      | Jawa   | +46" 3    | 6     |
| 3    | Rudi Thalhammer   | Norton | +1' 17" 2 | 4     |
| 4    | Ralph Rensen      | Norton | +1' 33" 9 | 3     |
| 5    | Hans Pesl         | Norton | +1' 34" 4 | 2     |
| 6    | Frank Perris      | Norton | +2' 18" 7 | 1     |
| 7    | Karl Hoppe        | AJS    | +1 giro   |       |
| 8    | Jack Findlay      | Norton | +1 giro   |       |
| 9    | Geoff Tanner      | Norton | +1 giro   |       |
| 10   | Andreas Klaus     | Norton | +1 giro   |       |

### Ritirati
| Pilota            | Moto      | Motivo ritiro |
| ----------------- | --------- | ------------- |
| Gary Hocking      | MV Agusta |               |
| Ernesto Brambilla | Bianchi   |               |
| Gilberto Milani   | Bianchi   |               |
| Bob McIntyre      | Bianchi   |               |

## Classe 250

### Arrivati al traguardo
| Pos. | Pilota              | Moto        | Tempo     | Punti |
| ---- | ------------------- | ----------- | --------- | ----- |
| 1    | Kunimitsu Takahashi | Honda       | 49' 43" 6 | 8     |
| 2    | Jim Redman          | Honda       | +0" 4     | 6     |
| 3    | Tarquinio Provini   | Moto Morini | +4" 8     | 4     |
| 4    | Ernst Degner        | MZ          | +53" 6    | 3     |
| 5    | Alan Shepherd       | MZ          | +2' 13" 5 | 2     |
| 6    | Hans Fischer        | MZ          | +2' 14"   | 1     |
| 7    | Silvio Grassetti    | Benelli     | +2' 14" 5 |       |
| 8    | Mike Hailwood       | Honda       | +1 giro   |       |
| 9    | Helmut Weber        | MZ          | +1 giro   |       |
| 10   | Gustav Havel        | Jawa        | +2 giri   |       |

### Ritirati
| Pilota       | Moto      | Motivo ritiro    |
| ------------ | --------- | ---------------- |
| Gary Hocking | MV Agusta | guasto meccanico |

## Classe 125
24 piloti alla partenza, 17 al traguardo.

### Arrivati al traguardo
| Pos. | Pilota              | Moto    | Tempo     | Punti |
| ---- | ------------------- | ------- | --------- | ----- |
| 1    | Ernst Degner        | MZ      | 43' 53"   | 8     |
| 2    | Alan Shepherd       | MZ      | +23" 3    | 6     |
| 3    | Walter Brehme       | MZ      | +23" 3    | 4     |
| 4    | Hans Fischer        | MZ      | +1' 28" 8 | 3     |
| 5    | Luigi Taveri        | Honda   | +1' 29" 3 | 2     |
| 6    | Kunimitsu Takahashi | Honda   | +2' 10" 4 | 1     |
| 7    | Jim Redman          | Honda   | +2' 23" 7 |       |
| 8    | Helmut Assmann      | MZ      | +2' 36" 9 |       |
| 9    | John Grace          | Bultaco | +3' 02" 7 |       |
| 10   | Stanislav Malina    | ČZ      | +1 giro   |       |

## Classe sidecar

### Arrivati al traguardo
| Pos | Pilota            | Passeggero         | Moto | Tempo     | Punti |
| --- | ----------------- | ------------------ | ---- | --------- | ----- |
| 1   | Max Deubel        | Emil Hörner        | BMW  | 35' 56" 2 | 8     |
| 2   | Fritz Scheidegger | Horst Burkhardt    | BMW  | +25" 9    | 6     |
| 3   | Otto Kölle        | Dieter Hess        | BMW  | +39"      | 4     |
| 4   | August Rohsiepe   | Lothar Böttcher    | BMW  | +1' 30" 1 | 3     |
| 5   | Arsenius Butscher | Manfred Ludwigkeit | BMW  | +1' 30" 1 | 2     |
| 6   | Loni Neußner      | Fritz Reitmaier    | BMW  |           | 1     |

## Fonti e bibliografia
- Corriere dello Sport, 15 maggio 1961, pag. 13.
- Risultati della 500 su autosport.com, su autosport.com.